# Gastone Paperone
Gastone Paperone (Gladstone Gander) è un personaggio immaginario dei fumetti e dei cartoni animati della Disney ideato da Carl Barks nel 1947; fa il suo esordio nei fumetti con Paperino lingualunga, su Walt Disney's Comics and Stories n. 88 del 1948. È apparso come protagonista o comprimario in migliaia di storie a fumetti realizzate in vari paesi del mondo e in alcuni cartoni animati. Nell'universo dei personaggi Disney è il cugino di Paperino, noto per essere un papero fortunato e snob.

## Genesi e sviluppo del personaggio
Papero distinto dai biondi riccioli, vestito sempre elegante con fedora e ghette, dei suoi prototipi, intesi come paperi sbruffoni e vanitosi, apparvero nel cortometraggio Questione di psicologia (1943), e in quello di Paperino a tema bellico The Spirit of '43, in cui le due incarnazioni della coscienza risparmiatrice e spendacciona di Donald sono simili rispettivamente ai futuri Paperone e Gastone; il geniale fumettista Carl Barks trae l'idea per la storia d'esordio del personaggio (1948) da una notizia su un certo Polar Bear Club, i cui soci si davano appuntamento a San Francisco per un bagno rinfrescante di capodanno:
 Gastone nasceva quindi come il contraltare di Paperino, l'avversario dei suoi tentativi di primeggiare, sempre pronto a rilanciare alle sue sfide in quanto ancora più fanfarone di lui: in Paperino lingualunga, è il distinto cugino dai riccioli impomatati che si presenta a casa di Paperino per prenderne possesso, in virtù della scommessa fatta mesi prima sulle prodezze da nuotatore di Donald. Inizialmente Gastone non compare come particolarmente fortunato: viene caratterizzato come un dandy scansafatiche e arrogante, che vive di espedienti e fa a gara con il cugino Paperino "a chi la spara più grossa"; non nasconde, comunque, una certa venalità e truffaldineria che lo rendono a tutti gli effetti un antagonista.
Sviluppando il suo carattere e quello di Paperino, Barks, all'eleganza e all'inimicizia con Paperino, aggiunge una incredibile fortuna (iniziando da Paperino e l'isola misteriosa del 1949), che sfida le leggi della fisica e contrasta con la sfortuna che perseguita il povero Paperino, anche quando il suo impegno lo fa primeggiare nel lavoro che intraprende; la fortuna di Gastone è la negazione dell'etica americana del lavoro, ma Barks si ostina a riproporla sempre più sfacciata di storia in storia per sottolineare il contrasto con Paperino, che pur essendo molto più ricco di Gastone per quanto riguarda i veri valori della vita (come l'amore, la famiglia e la gioia delle piccole cose), non riesce a evitare di rodersi dall'invidia di fronte alla sbruffoneria del fortunato cugino che si vanta di non dover mai faticare. L'introduzione della fortuna lo rende peraltro la nemesi anche di Paperone, per il quale il successo deriva dalla fatica, mentre Gastone rappresenta la negazione di ogni principio di meritocrazia e quindi una vera e propria beffa per chi si è sudata la sua ricchezza. Altro importante sviluppo nel rapporto con Paperino è la rivalità con questi nella conquista del cuore di Paperina, a partire da Paperino milionario al verde (1948); in questi casi, nonostante la sfortuna lo perseguiti, Paperino, fidanzato ufficiale di Paperina, non si dà mai per vinto e anzi lotta per soverchiare la fortuna del cugino, spesso riuscendoci, anche se Gastone controbilancia la sconfitta in amore con un ricco premio in denaro.
Gastone è coprotagonista in Paperino e il tesoro dei vichinghi, in cui Barks scrive una pagina emblematica del rapporto tra i due cugini: Paperino, stanco della boria di Gastone, lo mette sulle tracce di un falso tesoro per toglierselo di torno, ma non riesce a fare i conti con la propria coscienza, che lo porta a rimuginare sui pericoli a cui il cugino andrà incontro; precipitatosi in una folle corsa per avvertirlo, Paperino non verrà poi ricambiato dello stesso affetto dall'insensibile Gastone.
Il personaggio non ha bisogno di lavorare in quanto la dea Fortuna pensa sempre a lui (si veda per esempio la storia Paperino e la pioggia d'oro, di Barks), ed egli si vanta appunto di non aver mai lavorato (tranne una volta, come ci racconta in Paperino e l'amuleto del cugino Gastone del 1952); non sempre però la dea bendata lo protegge da certe situazioni difficili, come gli incontri con il cugino Paperoga, così esuberante e distruttivo da superare perfino la fortuna di Gastone. Quest'ultima tuttavia esce spesso vittoriosa anche nei confronti dello zio Paperone, che in quel caso è costretto ad ammettere che il nipote non ha bisogno di faticare come ha fatto lui per diventare ricco (è un esempio la storia Zio Paperone e la barca d'oro del 1961) anche se non sempre la fortuna di Gastone può contrastare le ire del ricco zio acquisito: Gastone in questi casi condivide la sorte di Paperino e Paperoga ed è costretto a fuggire con loro (si vedano per esempio le storie Tre paperi e un bebè e Paperino e il pendolo di Ekòl); può però anche accadere che la sua fortuna gli si ritorca contro a favore di Paperino, come in Paperino e il mostro della palude (1996) o sopracitato Paperino e il tesoro dei vichinghi, in cui scopre un tesoro del quale si accontenta, ritenendolo più prezioso, ma lasciando involontariamente nelle mani del cugino sfortunato oggetti che, dopo molte peripezie, questi scopre essere di valore ancora maggiore; oppure può accadere che, nonostante la fortuna su cui sa di poter fare affidamento, Gastone giochi comunque sporco e questo, alla fine, finisce per consegnare la vittoria nelle mani del meno fortunato, ma più onesto cugino. Ci sono state anche delle storie in cui, colpito da un'apparente malasorte, Gastone perde una sfida con Paperino, salvo poi scoprire che la sconfitta è stata per lui più vantaggiosa della vittoria.
La rivalità tra Paperino e Gastone nasce dall'infanzia, come raccontano Bruno Enna nella serie Paperino Paperotto e Don Rosa nella storia del 1998 Paperino e lo scalognofugo triplo (realizzata per i 50 anni del personaggio), in cui viene rivelato che il giorno del compleanno di Gastone è anche l'unico dell'anno in cui egli è sfortunato, perché, pur avendo ereditato la colossale fortuna della madre Dafne Duck, da bambino venne colpito da un fulmine per colpa di Paperino proprio durante il suo compleanno.

## Animazione

Gastone Paperone nella prima stagione del reboot di DuckTales.

Oltre che nei fumetti, Gastone fa la sua prima apparizione nei cartoni animati all'interno della Camminata Disney, sigla animata realizzata da Romano Scarpa nel 1982 per il programma Topolino show. Ha poi collezionato apparizioni nella serie animata DuckTales (1987-1990); gli viene dato il ruolo da protagonista nell'episodio n. 55 La (s)fortuna di Gastone, dove Amelia lo utilizza per superare le trappole del deposito di Paperone per entrare in possesso della Numero Uno: l'uso della sua fortuna per commettere un crimine maledice Gastone che diventa sfortunato, ma riesce a neutralizzare la maledizione quando aiuta Paperone a recuperare la Numero Uno. Nel n. 60, Dr Jekyll e Mr De' Paperoni, invece, compare all'inizio dando un saggio della sua fortuna mentre negli episodi n. 28 Le dolci piume della giovinezza e n. 65 Le nozze di zio Paperone fa dei semplici cameo.
Il personaggio compare anche in DuckTales, reboot dell'omonima serie del 2017.

## Una complessa parentela
Gastone è introdotto nel mondo dei paperi come cugino di Paperino, e tale è rimasto in tutte le storie in cui è comparso; le relazioni di parentela con gli altri personaggi non sono altrettanto ben definite.
In diverse storie di Barks, almeno nell'originale inglese (mentre le imprecise traduzioni italiane hanno celato questo aspetto), viene esplicitato che Paperone è lo zio di Paperino ma non di Gastone (se non lato sensu). Ad esempio in Paperino e il sentiero dell'unicorno Gastone definisce Paperone non suo zio ma lo zio di suo cugino Paperino. Nonostante ciò, in diverse storie dello stesso Barks, Gastone chiama Paperone "zio" e viene considerato uno dei suoi possibili eredi. L'esatto rapporto di "parentela" acquisita tra Paperone e Gastone viene specificato in Paperino e l'isola misteriosa, dove viene affermato che Paperone è lo zio materno di Paperino e il cognato del fratello della madre di Gastone, e che entrambi sono suoi eredi. Nella stessa storia una trasmissione radio presenterà Gastone come "nipote acquisito" (nephew-in-law) di Paperone, e lo stesso Gastone lo chiamerà "zio" quando, dopo una lunga ricerca, ritrova Paperone (che era misteriosamente scomparso) su un'isola sperduta. Paperone, adirato per essere stato trovato da Gastone dato che era scomparso di proposito proprio per non essere importunato dai parenti, afferma di non essere suo zio e che lo diserederà per aver osato cercarlo. Nella successiva Paperino e l'arcobaleno, sempre di Barks, Paperone definisce Gastone un "lontano nipote" ("distant nephew") nonché uno dei suoi possibili eredi, insieme al nipote Paperino e ai pronipoti Qui, Quo e Qua.
Negli anni cinquanta Carl Barks redasse, per un uso privato, uno schema dei rapporti familiari tra Paperino e i suoi parenti, nel quale Gastone figurava come figlio di Daphne Duck (figlia di Nonna Papera) e Luca dell'Oca, salvo essere adottato, dopo la morte dei genitori biologici per indigestione durante un picnic, da Matilda de Paperoni (sorella di Zio Paperone) e Gustavo Paperone. Questa adozione spiegherebbe perché Gastone chiami Paperone "zio" e venga inserito tra i suoi eredi. Nel 1990, durante la lavorazione della saga di Paperon de' Paperoni, la casa editrice Egmont chiese al suo autore Don Rosa di realizzare un albero genealogico della famiglia di Paperino. Per ottenere chiarimenti e benestare, l'artista intraprese una corrispondenza privata con Barks, il quale, dimentico del precedente, nel 1991 redasse una nuova versione dell'albero, nel quale Gastone figurava semplicemente come figlio di una non meglio precisata figlia di Nonna Papera, sposata con un certo Gander (cognome di Gastone nell'originale inglese, letteralmente "papero" in italiano), mentre nessun accenno veniva fatto a un'eventuale adozione; in tale occasione Barks, basandosi sulle informazioni contenute in Paperino e l'isola misteriosa, precisò per iscritto che "Gastone è il figlio della cognata della sorella di Paperon De' Paperoni" ("Gladstone is the son of Scrooge McDuck's sister's sister-in-law") e che "il fratello della madre di Gastone è il padre di Paperino, il cui fratello della moglie è Paperon De' Paperoni"  ("Gladstone's mother's brother is Don's father, whose wife's brother is Scrooge McDuck"). Per il suo Albero genealogico dei paperi Don Rosa si è rifatto a questa versione, presentando Gastone come il figlio di Daphne Duck (figlia a sua volta di Nonna Papera) e di Goostave Gander.
Gastone è il procugino ("first cousin once removed") o zio cugino ("cousin-uncle") di Qui, Quo e Qua, essendo il cugino di loro madre Della. Nei fumetti, tuttavia, i tre nipotini di Paperino non chiamano Gastone "zio" ma lo considerano un loro cugino (cosa tecnicamente corretta, nonostante lo scarto di una generazione), come conferma il fatto che talvolta lo chiamano "cugino Gastone" ("cousin Gladstone"), e lo stesso Gastone in alcune occasioni li ha chiamati esplicitamente "cugini". La cosa cambia nel reboot della serie televisiva animata DuckTales del 2017 dove Qui, Quo e Qua lo chiamano "zio Gastone" ("Uncle Gladstone") pur non essendo cambiata, rispetto ai fumetti, la parentela tra lui e loro. Nella storia di Don Rosa Paperino e il genio del compleanno Paperino finisce (a causa di un desiderio espresso per errore) in una realtà alternativa decisamente distopica in cui non è mai nato e Gastone è diventato tutore legale di Qui, Quo e Qua; benché i tre gemelli sostengano di trovarsi bene a vivere con il loro fortunato "cugino Gastone", quest'ultimo li ha viziati talmente tanto da renderli decisamente obesi e teledipendenti, rafforzando in Paperino la convinzione di aver commesso un forte errore nel desiderare di non essere mai nato e di dover in qualche modo annullare il desiderio in modo da riportare le cose al loro stato preesistente.
Nel 1955 fu introdotto nella storia Paperino e il festival dei paperi il personaggio del nipotino fortunato di Gastone, Shamrock Gander (chiamato Gasparre in italiano). Questo personaggio comparirà in altre tre storie, cambiando più volte nome. Nella storia italiana "Qui, Quo e Qua e il cugino Gastoncino" il nipotino di Gastone, chiamato per l'occasione Gastoncino, riesce a diventare generale delle Giovani Marmotte con la sua fortuna, facendo sfigurare Qui, Quo e Qua che capiscono cosa prova il loro zio Paperino quando ha delle dispute con Gastone.

## Edizioni internazionali

### Italia
Il nome italiano potrebbe essere un omaggio a Gastone, il personaggio di Ettore Petrolini, anch'egli, come il cugino di Paperino, un po' spaccone e sempre in giro con vestiti eleganti, ma è anche possibile che si tratti di un semplice adattamento, per assonanza, di quello originario, Gladstone.
Nella sua prima apparizione in Italia (in Paperino milionario al verde, seconda storia statunitense) viene chiamato Bambo, mentre in Paperino campione di golf il suo nome diventa Reginaldo Paperotti.
In Italia, tra gli anni sessanta e gli inizi dei settanta, va ricordata una serie di storie disegnate da Romano Scarpa su proprie sceneggiature o di Abramo Barosso (Gastone e la crociera machiavellica, ad esempio) in cui Paperino spesso si scontra con il cugino e la sua fortuna, uscendone inevitabilmente sconfitto. In seguito gli autori hanno spesso spinto su questa dualità tra i due cugini, realizzando storie in cui la fortuna di Gastone compie imprese praticamente impossibili (si veda, per esempio, Paperino, Gastone, e la sfida infida, di Fabio Michelini e Alessandro Barbucci).

### Nome del personaggio in altre lingue
- Arabo - محظوظ
- Bulgaro - Гладстоун
- Cileno - Glad Con Suerte
- Croato - Cakani Cajo
- Danese - Fætter Højben
- Estone - Hans Hani
- Finlandese - Hannu Hanhi
- Francese - Gontran Bonheur
- Giapponese - グラッドストーン・ガンダー“ラッキーダック
- Greca - Γκαστόνε
- Indonesiano - Untung Angsa
- Inglese - Gladstone Gander
- Islandese - Hábeinn
- Italiano - Gastone
- Lettone - Cietsmaidis
- Norvegese - Anton
- Olandese - Guus Geluk
- Polacco - Goguś
- Portoghese - Gastão
- Russo - Глэдстоун Гендер
- Spagnolo - Narciso Bello
- Svedese - Alexander Lukas
- Tedesco - Gustav Gans
- Vietnamita - Ngỗng Gladstone

## Identità segrete
Gastone ha indossato più volte i panni del supereroe; dopo aver varie volte usurpato Paperino nel ruolo di Paperinik, è diventato:
- Giustiziere mascherato (Il Papero del Mistero)
- Amico di Paperinik (Paperinik e l'amicizia Boomerang)
- Meraviglia Mascherata (Paperino pattinatore da brividi)
- Quadrifoglio (Ultraheroes)
- Mascherato Fortunato (Paperinik e il Mascherato Fortunato)